# Африка — третья часть света
«Об описании Африки и о примечательных вещах, которые там имеются» (итал. Della descrittione dell’Africa et delle cose notabili che iui sono) — географический трактат арабского путешественника Льва Африканского, написанный на итальянском языке в 1520-е годы. Опубликован в Венеции в 1550 году Джованни Баттиста Рамузио в издании «О плаваниях и путешествиях» (том I). В российской историографии утвердилось название, переведённое с французского языка, — «Африка — третья часть света» (фр. Description de l'Afrique, tierce partie du monde). В XVI—XIX веках книга была переведена на латинский, голландский, английский, испанский и немецкий языки, но была мало известна в мусульманском мире. До начала XIX века трактат служил для европейцев основным источником сведений по экономике, географии, этнографии, культуре и истории Северной Африки, Сахары и Судана. Существует также версия, что Шекспир вдохновлялся этой книгой при создании «Отелло».

## Содержание
«Описание Африки» — труд, сочетающий разнообразные жанры арабской географической литературы. И. Ю. Крачковский признавал трактат одной из вершин средневековой арабской литературы, а его автора — едва ли не последним крупным представителем магрибинской арабской географии. По мнению В. В. Матвеева, «Описание Африки» может быть отнесено к жанру региональных сочинений и одновременно литературных энциклопедий, в которых немалое место уделялось географическим материалам, а также жанру рихла — путешествиям. Хотя сочинение издано в Италии на итальянском языке, оно является произведением арабской литературы.
Трактат разделён на 9 частей. Первая поделена на 32 (в некоторых изданиях — 33) главы, каждая из которых посвящена отдельной теме: географии, демографии, культуре, истории, литературе, письменности разных африканских народов. Остальные части сгруппированы по географическому принципу: часть 2 — Марракеш, 3-я — царство Феса, 4-я — Тлемсен, 5-я — Буджия и Тунис, 6-я — Нумидия, 7-я — Страна чёрных (Западный Судан), 8-я — Египет; в 9-й части речь идёт о реках Африки, её животном мире, рыбах, птицах и минералах. Горы и реки упоминаются также в частях, посвящённых отдельным областям. При описании крупных городов автор старался привлекать собственные впечатления, подробно характеризуя бытовую жизнь, придворный этикет и прочие историко-этнографические особенности.

## Теоретическая основа
Теоретическая основа труда Льва Африканского представлена в первой части. Объясняя название «Африка» и её заселение, он использует как арабскую домусульманскую мифологическую традицию, так и труды античных географов. К африканцам он относит не только негроидных жителей Западного Судана, но и население Берберии, Нумидии и Ливии, которых он именует «белыми африканцами». Чёрные африканцы, по его словам, жили в Африке всегда, а белые переселились из Йемена, Сирии и Греции. В согласии с библейской традицией, автор считает, что жители Африки происходят от сыновей Ноя. К античной традиции восходит его сообщение, что Африка на востоке ограничена Нилом, а на юге — океаном за пустыней Гаога, то есть не очень далеко от экватора. Всего Лев Африканский, помимо собственных впечатлений, ссылается примерно на 30 источников, из которых четыре — античные.
В соответствии с арабской традицией, все этнические группы Лев Африканский разделял на живущих в городах (имеющих законы и занимающихся науками и искусствами) и диких, не ведающих государственности и законов. Степень цивилизованности каждой области, согласно автору, определяется её «знатностью». Исходя из их «знатности», некоторые области он именует королевствами, а другим (например, Нумидии) отказывает в этом статусе. Смену политической власти в Марракеше автор связывает со сменой господствующего берберского племени. Говоря о распространении в Западном Судане языков, он не только называет их, но и приводит ареал использования.

## Создание и публикация

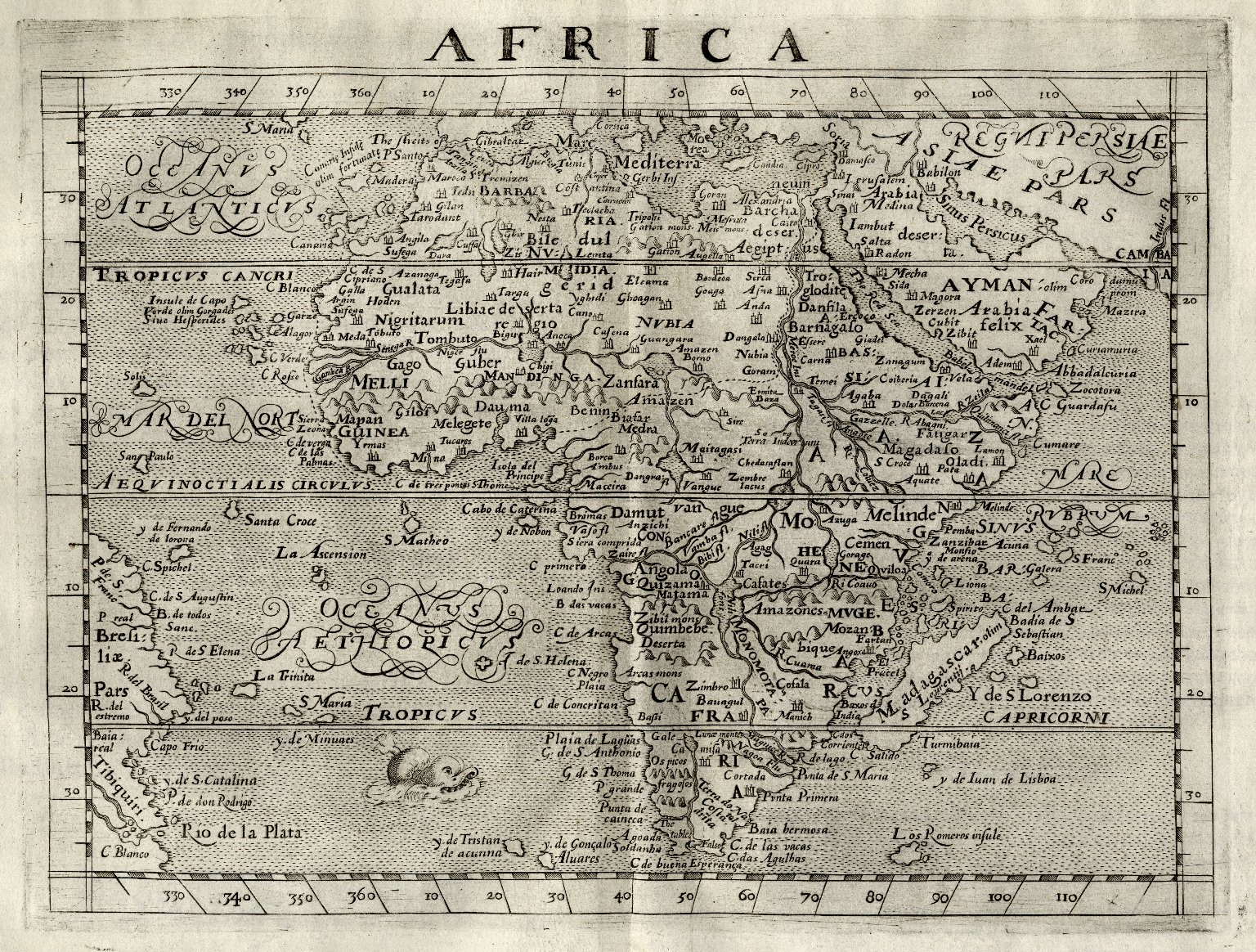
Карта Африки из английского издания Пори 1600 года

Текст «Описания Африки» — единственный источник, позволяющий реконструировать биографию его автора. Сам Лев Африканский датировал окончание своего труда мартом 1526 года. Там же он ссылался на многочисленные труды, на основе которых был создан данный трактат. Их заглавия также известны только из упоминаний в «Описании Африки». По мнению А. Кодацци, труд мог быть завершён уже к 1523 году и в рукописи быстро стал известен в Европе. Баварский географ Й. Циглер использовал его для составления труда о Египте, увидевшего свет в 1532 году. Также рукопись привлекалась для исправления карты Африки Гастальди 1546 года и для венецианского издания «Географии» Птолемея. Г. Постэль использовал рукопись Льва для составления карты Каира, вышедшей в Венеции в 1549 году.
Текст «Описания Африки» более 20 лет распространялся в рукописях, при этом авторский текст довольно быстро стал подвергаться искажениям. Рамузио, публикуя трактат в 1550 году, жаловался на искажения текста, но свидетельствовал, что пользовался автографом, подвергнув его определённой правке, прежде всего стилистической. В 1931 году одна из рукописей Льва Африканского была приобретена королём Виктором-Эммануилом. А. Кодацци, исследовавшая её, пришла к выводу, что если это и не автограф, то текст, очень близкий к авторскому. Выяснилось, что трактат изначально был написан на разговорном итальянском языке, носителем которого был, несомненно, магрибинец, что следовало из синтаксиса, орфографии и словарного запаса. Изначально рукопись была озаглавлена «Космография Африки». Рамузио не только провёл стилистическую правку, но и сократил некоторые места, которые, по его мнению, были малоинтересны читателю, — прежде всего, географическими подробностями. Все «тёмные» места печатного издания (особенно это касается исторических и этнографических экскурсов) в рукописи совершенно ясны.
Венецианское издание Рамузио 1550 года на тосканском языке в значительной степени сохранило авторский текст, ошибки чаще всего встречаются в именах собственных и, вероятно, частично были допущены при наборе. Начало книги и её конец имеют два разных варианта написания имён — видимо, типографский набор осуществляли разные люди. Этот текст переиздавался в 1554, 1563 и 1588 годах. Варианты изданий отличались в основном наличием и числом подзаголовков на полях и предисловиями. В издании 1588 года утверждалось, что Лев Африканский умер в Риме в 1550 году. Издание 1588 года было повторено в 1606 и 1613 годах.
В 1556 году Ж. Темпоралем был сделан первый перевод «Описания Африки» на французский язык, выпущенный в Антверпене в типографии Плантена. По мнению В. В. Матвеева, этот перевод — лучший из всех, что сделаны по тексту Рамузио. Перевод Темпораля переиздавался во Франции, в Нидерландах и Швейцарии до 1896 года. В 1956 году увидел свет новый научный перевод А. Эполяра. Он был сделан с первоиздания 1550 года, с учётом рукописи Кодацци, которая так и не была опубликована.
По мнению В. В. Матвеева, самым плохим из переводов XVI века был латинский, выполненный Иоанном Флорианом. Несмотря на ошибки, он лёг в основу голландского и английского переводов. Последний был сделан Джоном Пори и увидел свет в Лондоне в 1600 году. В 1896 году он переиздавался Р. Брауном, причём издатель внёс в старый перевод много исправлений.
Русский перевод В. В. Матвеева был выполнен с издания 1550 года и сверен с французским переводом 1956 года, использовавшим оригинальную рукопись; все разночтения указаны и переведены. Издание вышло в 1983 году в серии «Литературные памятники».

## Издания

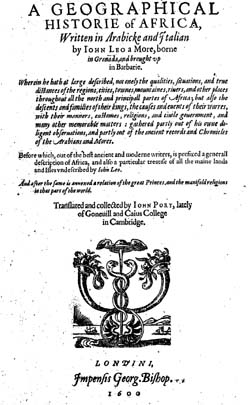
Титульный лист английского издания 1600 года

- Ramusio, Giovanni Baptista. Della descrittione dell’Africa et delle cose notabili che iui sono, per Giovan Lioni Africano // Delle Navigationi Et Viaggi (Primo Volume): In Molti Lvoghi Corretta, Et Ampliata, Nella Qvale Si Contengono La Descrittione Dell’Africa, & del paese del Prete Ianni, con varij viaggi … et la Nauigatione attorno il Mondo … (итал.). — In Venetia, 1550.
- Ramusio, Giovanni Baptista. Della descrittione dell’Africa et delle cose notabili che iui sono, per Giovan Lioni Africano // Delle Navigationi Et Viaggi (Primo Volume): In Molti Lvoghi Corretta, Et Ampliata, Nella Qvale Si Contengono La Descrittione Dell’Africa, & del paese del Prete Ianni, con varij viaggi … et la Nauigatione attorno il Mondo … (итал.). — Seconda editione. — In Venetia, 1554.
- Jean Léon, Africain. Historiale description de l’Afrique, tierce partie du monde …escrite de notre temps, par Jean Léon, Africain, premièrement en langue arabesque, puis en toscane et à présent mise en françois (фр.) / trad. par Jean Temporal. — En Anvers: l’impr. de C. Plantin, 1556.
- Ioannis Leonis Africani. De totius Africae descriptione, libri. IX. Quibus non solùm Africae regionum, insularum, & oppidorum situs ... (лат.) / recens in Latinam linguam conuersi Ioan. Floriano interprete. — Antverpiae: Latius, 1556.
- Leo Africanus. A Geographical Historie of Africa, written in Arabicke and Italian. Before which is prefixed a generall description of Africa, and a particular treatise of all the lands undescribed. Translated and collected by John Pory (англ.). — London: G. Bishop, 1600.
- Leo Africanus, John Pory. History and Description of Africa (3 Vols) (англ.) / Ed. Robert Brown. — London: Hakluyt Society, 1896.
- Léon l'Africain. Description de l’Afrique (фр.) / Nouvelle édition traduite de l’italien par A. Epaulard et annotée par A. Epaulard, Th. Monod, H. Lhote et R. Mauny. — Paris: Maisonneuve, 1956.
- Лев Африканский. Африка — третья часть света. Описание Африки и достопримечательностей, которые в ней есть = Della descrittione dell'Africa et delle cose notabili che iui sono per Giovan Lioni Africano / Пер. с итал. В. В. Матвеева. — Л.: Наука, Ленинградское отделение, 1983. — 512 с. — (Литературные памятники).